# جان ترنگوو
جان ترنگوو (انگلیسی: John Trengove؛ زادهٔ ۲۱ مارس ۱۹۷۸) کارگردان فیلم اهل آفریقای جنوبی است.